# Mycomya yoshimotoi
Mycomya yoshimotoi är en tvåvingeart som beskrevs av Loïc Matile 1991. Mycomya yoshimotoi ingår i släktet Mycomya och familjen svampmyggor.
Artens utbredningsområde är Nya Kaledonien. Inga underarter finns listade i Catalogue of Life.